# 朗福特城足球會
朗福特城足球會（Longford Town Football Club）是一支位於愛爾蘭朗福德的職業足球會，目前於愛爾蘭超級足球聯賽角逐。

## 榮譽
- 愛爾蘭足協盃: 2
  - 2003, 2004
- 愛爾蘭足協聯賽盃: 1
  - 2004
- 愛爾蘭足球甲級聯賽: 1
  - 2014
- 愛爾蘭足協中級盃: 5
  - 1936–37, 1954–55, 1959–60, 1961–62, 1968–69
- 康諾特少年杯 1
  - 1931–32

## 外部連結
- Official club website （页面存档备份，存于）